# Eremochrysa (Chrysopiella) pallida
Eremochrysa (Chrysopiella) pallida is een insect uit de familie van de gaasvliegen (Chrysopidae), die tot de orde netvleugeligen (Neuroptera) behoort. 
Eremochrysa (Chrysopiella) pallida is voor het eerst wetenschappelijk beschreven door Banks in 1911.